# Doroteusz
Doroteusz – imię męskie pochodzenia greckiego, oznaczające „dar od boga”; jego żeńskim odpowiednikiem jest Dorota. To samo znaczenie ma złożone z analogicznych członów, tylko w odwrotnej kolejności, imię Teodor.
Doroteusz imieniny obchodzi: 4 stycznia, 28 marca, 5 czerwca, 9 sierpnia i 9 września.
Osoby
- Doroteusz (Dorotheos Kottaras, 1888-1957) – grecki biskup prawosławny
- Doroteusz (Dmitrij Gieorgiewicz Filip, 1913-1999) – prawosławny metropolita Czech i Słowacji
- Doroteusz (Dimitrios Leowaris, ur. 1948) – duchowny prawosławnego Patriarchutu Jerozolimy
- Doroteusz (Doroteos Murdzukos, ur. 1947) – grecki duchowny prawosławny
- Doroteusz (Stawros Polikandriotis, ur. 1953) – duchowny Greckiego Kościoła Prawosławnego
- Doroteusz (Donczo Iwanow Spasow, zm. 1875) – bułgarski biskup prawosławny